# Энгельман, Марсель
Марсель Энгельман (нидерл. Marcel Engelmann; 1900 — дата смерти неизвестна) — бельгийский шахматист.

## Биография
В 1929 году победил в шахматном турнире четырех участников в Маастрихте и был третьим в таком же турнире в Генте (турнир выиграл Эдгар Колле). На чемпионатах Бельгии по шахматам  занял второе место в 1930 году в Вервье (чемпионом стал Джордж Колтановский и поделил 4-е — 6-е место в 1934 году в Льеже (чемпионом стал Виктор Султанбеев). 
В 1933 году в составе сборной Бельгии принял участие в шахматной олимпиаде в Фолкстоне, где играл на третьей доске.